# Cuphea heydei
Cuphea heydei är en fackelblomsväxtart som beskrevs av Emil Bernhard Koehne. Cuphea heydei ingår i släktet blossblommor, och familjen fackelblomsväxter. Inga underarter finns listade i Catalogue of Life.